# Aorta
Aorta, legemspulsåren eller hovedpulsåren er en arterie, der udspringer fra venstre hjertekammer, som den adskilles fra af aortaklappen, og strækker sig til 4. lændehvirvel, hvor det deler sig i de to aa. iliacae communes, der forsyner bækkenet og underekstremiteterne. Alt det iltede blod fra lungerne passerer gennem aorta, hvorfra det fordeles via det systemiske kredsløb til kroppens væv.
Aorta inddeles i aorta ascendens, arcus aortae og aorta descendens. Aorta ascendens ligger inden for hjertesækken og begynder ved den tredelte aortaklap, der forhindrer blodet i at løbe tilbage til venstre ventrikel i hjertets afslapningsfase, diastolen. Lige efter aortaklappen afgår de to kranspulsårer, a. coronaria dextra og a. coronaria sinistra, der forsyner hjertet med blod. Den går over i arcus aortae i samme niveau som 2. ribbens ledforbindelse med brystbenet, og løber først opad og lidt bagud for så at tage et hårnålesving i nedadgående retning, hvor den bliver til aorta descendens, omtrent på niveau med underkanten af 4. brysthvirvel. Fra arcus aortae afgår truncus brachiocephalicus, venstre a. carotis communis og venstre a. subclavia. Aorta descendens er forbundet med lungepulsårestammen med et lille ligament, lig. arteriosum, der er en rest af et kar, ductus arteriosus, der i fosterlivet har forbundet de to pulsårer. Normalt inddeles aorta descendens i aorta thoracica, der ligger i brysthulen, og aorta abdominalis, der ligger i bughulen.
Fra et histologisk synspunkt er aorta en elastisk pulsåre. Aortas elasticitet bidrager til at opretholde blodets strømning ud i organismen under hjertets afslapningsfase.